# Aspbacken
Aspbacken är en by i Offerdals distrikt (Offerdals socken) i Krokoms kommun, Jämtlands län (Jämtland). Byn är belägen mellan Rönnöfors och Olden, vid Långans mynning i Rönnösjön. 
Aspbacken ligger mitt i ett stort område med granskog, varför skogsbruk har präglat byns historia. Det var först i mitten på 1800-talet som de vida Offerdalsskogarna började få ett värde. Från början fälldes träden med huggyxor från bysmedjor eller från järnbruken i Åflohammar, Rönnöfors och Långforsen. Senare kom den så kallade stocksågen och på 1890-talet började sågsvansen att användas i skogsbruket. På 1900-talet tog sedermera den maskinella skogsdriften med bland annat motorsågen över.